# القلعة الرياضية
القلعة الرياضية هو نادي كرة قدم تونسي، تأسس عام 1961. ينشط في الرابطة التونسية المحترفة الثانية لكرة القدم.